# Sexorgien im Satansschloss
Sexorgien im Satansschloss (Originaltitel La bimba di Satana) ist ein dem Horror-Genre zugehöriger italienischer Erotik- und Exploitationsfilm aus dem Jahr 1982. Regie führte Mario Bianchi, das Drehbuch verfassten Gabriele Crisanti und Piero Regnoli. Es existiert auch eine Porno-Fassung des Films, die unter dem Titel Dr. Porno und sein Satanszombie veröffentlicht wurde.

## Handlung
Spanien, in der Gegenwart. Der tyrannische Antonio Aguilar, der keinen Ungehorsam duldet, lebt mit seiner Gattin Maria, der gemeinsamen Tochter Miria, seinem jüngeren Bruder Ignacio, der seit einem tragischen Unfall auf einen Rollstuhl angewiesen ist, sowie der Ordensschwester Sol nebst Diener Isidro in einem prachtvollen Schloss hoch oben in den Bergen. Das Zusammenleben der sechs Personen ist von den Launen und Eifersüchteleien des Hausherrn geprägt, der seine treulose Maria abgöttisch liebt und verehrt.
Eines Tages verstirbt Maria unter mysteriösen Umständen. Der behandelnde Arzt Juan, gleichzeitig der beste Freund des Schlossherrn, glaubt den Grund ihres Ablebens in ihren hysterischen Anfällen und den damit verbundenen Gaben von Valium zu erkennen, bescheinigt aber einen Herzinfarkt als offizielle Todesursache, um eine Obduktion zu umgehen.
Irgendwann wird der weißgekleidete Leichnam der Verstorbenen aufgebahrt. Die Hinterbliebenen nehmen Abschied, darunter auch die jugendliche Miria, die verspätet erscheint. Als Miria sich ihrer toten Mutter nähert, meint der überhebliche und stets missgelaunte Antonio etwas Übersinnliches zu erkennen, eine beunruhigende Mutter-Kind-Beziehung, bei der sich die Verstorbene der Tochter anvertraut, sie förmlich um Hilfe bittet. Juan, der anwesende Freund und Arzt, schafft es, Antonio zu beruhigen.
Zur nächtlichen Stunde gehen in dem alten Gebäude seltsame Dinge vor sich. Der fromme und abergläubische Isidro ist überzeugt, dass Marias Geist rastlos sei und er der jungen Tochter Schaden könne. Daher versucht er in einem übernatürlichen Ritual die Heranwachsende zu beschützen. Zur selben Zeit weckt die Stimme der Toten die schlafende Miria, die in einer Art Trance zur Krypta hinabsteigt und Augenzeugin der mysteriösen Umtriebe wird. Ihre ängstlichen Schreie wecken alle Schlossbewohner, woraufhin der behandelnde Arzt am nächsten Morgen einen Schockzustand diagnostiziert und eine mehrwöchige Einweisung in eine Spezialklinik empfiehlt. Die junge Frau gibt an, von einer vertrauten Stimme geführt worden zu sein. Antonio wie auch Schwester Sol, die sich um das Kind wie auch um den pflegebedürftigen Ignacio kümmert, glauben Mirias Ausführungen jedoch nicht.
In der darauffolgenden Nacht verstirbt Juan bei der Einbalsamierung von Marias Körpers. Zuvor hatte der Mediziner, der die Verstorbene leidenschaftlich begehrte, alptraumartige Visionen in deren Verlauf er sich ein todbringendes Mittel selbst injizierte. Nach dem zweiten Todesfall binnen weniger Stunden möchte der aufgebrachte Diener die Polizei verständigen, der Hausherr verhöhnt seinen Angestellten und versucht den Vorfall zu verheimlichen. Nachts wird Miria abermals von der Stimme ihrer toten Mutter geweckt, die nun mit Nachdruck erbarmungslos den Tod aller im Schloss wohnenden Personen einfordert. Zu diesem Zweck bedient sie sich mehrfach des Körpers ihrer Tochter. Nachdem auch der Diener eines von Maria initiierten Todes stirbt, versucht Antonio sich seiner ehemaligen Nebenbuhler zu entledigen. Sein stummer und gelähmter Bruder Ignacio, der einst eine geheime Liebesbeziehung zu seiner Schwägerin unterhielt, soll sein erstes Opfer werden. Er sperrt ihn im Keller des Schlosses ein, um ihn seinem qualvollen Schicksal zu überlassen. Maria tötet ihn in Gestalt von Miria nach einem bizarren Liebesakt.
Indes versucht Antonio, der seit geraumer Zeit stark drogenabhängig ist und sich regelmäßig Schmerzmittel injiziert, in einem regelrechten Wahn sich Schwester Sols zu entledigen. Die Ordensschwester, die eine lesbische Liaison mit der Schlossdame unterhielt, wird massiv von ihm bedroht und in ein Verlies gesteckt. Noch in derselben Nacht gerät der halluzinierende Antonio, der glaubt mit seiner Tochter eine inzestuöse Beziehung gehabt zu haben, in Panik und stürzt unvorsichtigerweise in den Tod.
Am Ende des Films will der Geist Marias, in Gestalt der jungen Miria, Schwester Sols Körper für den Austausch von Zärtlichkeiten in Besitz nehmen, doch die Angebetete wehrt sich, da sie Miria und nicht Marias Körper erkennt. Sie empfindet Abscheu und Ekel, flieht vor den ihr unangenehmen Anzüglichkeiten zum Leichnam Marias, dem sie sich hingebungsvoll opfert, um Miria ein normales Leben zu ermöglichen. Sie verstirbt am Ende des Films vor den Augen Mirias.

## Produktionsnotizen

### Dreharbeiten
Mario Bianchi drehte diesen Film unter dem Namen Alan W. Cools. Produziert wurde der Film von Filmarte und Rewind Film, vertrieben von Severin Films. Gedreht wurde im Castello Piccolomini in der Via Pianillo in Balsorano in der Provinz L’Aquila in Italien.

### Hintergrund
Laut Michael Den Boer von 10K bullets handelt es sich bei dem Film um ein lockeres Remake von Andrea Bianchis Film Malabimba, der einige Jahre zuvor veröffentlicht wurde. Trotz gleichen Familiennamens sind Andrea und Mario Bianchi nicht miteinander verwandt. Mariangela Giordano, die schon in Malabimba spielte, kehrt in diesem Film als Nonne zurück. Beide Filme wurden von Gabriele Crisanti produziert.

## Rezeption

### Veröffentlichung
Premiere hatte der Film am 29. Juli 1982 in Italien. Die italienische X-rated-Version erschien unter dem Titel Orgasmo di Satana. In Spanien wurde der Film unter dem Titel La hija de Satanás veröffentlicht, in Russland unter dem Titel Шлюха Сатаны und in der Türkei unter dem Titel Seytanin Oyuncak Bebegi. Die englisch synchronisierte Version trägt den Titel A Girl for Satan, alternativ Satan’s Baby Doll beziehungsweise Satan’s Babydoll.
In Deutschland erschien der Film erstmals im Oktober 2007 auf DVD, wobei die Softporno-Version den Titel Sexorgien im Satansschloß trägt und die längere Version den Titel Dr. Porno  und sein Satanszombie. Im Juni 2009 gab die VZ-Handelsgesellschaft den Film mit einer deutschen Tonspur heraus.

### Kritik
Michael Den Boer von 10K bullets bescheinigte dem Film viel Atmosphäre und ausgefüllte 74 Minuten, in denen viel passiere. Der Film sei in vielerlei Hinsicht ein seinem Vorgänger Malabimba überlegener Film. Auch sei die Musik von Nico Catanese hervorragend. Letztendlich sei Satan’s Baby Doll, obwohl der Film als Remake beginne, der unterhaltsamere und mehr bietende Film von beiden.
Auf der Seite Italo-Cinema heißt es, Mario Bianchi sei nicht unbedingt „ein Garant für anspruchsvolles Arthouse-Kino“, habe aber „flotte und niveaulose Unterhaltung“ gut gekonnt. Hier zeige er, dass er auch etwas fürs Auge bieten könne. Insgesamt gesehen habe der Film „viel Atmosphäre“ und sei „von den Bildern und der Kameraarbeit her alles andere als billig oder gar trashig“.
Horrorview sah das allerdings anders. Dort hieß es, die kurze Laufzeit und das minimalistische Plotting trügen wenig dazu bei, die langweilige Geschichte in harmloser ‚Horrotica‘ der italienischen Verwertungsfirma Gabriele Crisanti abzumildern.
Horror Movie A Day meinte, für einen Horrorfilm gebe es nicht wirklich viele Schrecken oder Tötungen, die Leute ständen einfach nur herum und würden reden. Aber selbst mit dem Übermaß an Gesprächen und dem Mangel an wirklichem Horror sei dies ein entzückend komisches kleines Stück Ramsch.